# Biblioteca Federal Legislativa
La Biblioteca Legislativa Luis Beltrán Prieto Figueroa, situada en Caracas, Venezuela, es el centro de información de la Asamblea Nacional de Venezuela. Cuyos inicios datan de 1915 y en el 2006 fue dedicada al político y docente Luis Beltrán Prieto Figueroa, quien fungiera como Presidente del Congreso Nacional entre 1962 y 1966. 
Tiene como finalidad servir de instrumento para satisfacer las necesidades de información derivadas del desarrollo de la actividad e investigación legislativa, además de los requerimientos de información de la comunidad de la Asamblea Nacional y de la sociedad en general, a través de la prestación de servicios bibliográficos y de investigación, así como la incorporación del acceso a las nuevas tecnologías de información y comunicación. 
Dentro de los servicios que ofrece la Biblioteca se encuentran: Orientar a los usuarios en la búsqueda de información, ofrecer los servicios de préstamo bibliográfico en sala y circulante para funcionarios del Poder legislativo, apoyo en investigaciones en áreas legislativa, histórica y política, brindar apoyo al desarrollo de cursos de especialización académica, talleres, conferencias y seminarios.  

## Reseña histórica
El 4 de junio de 1915, durante el gobierno provisional de Victorino Márquez Bustillos, el senador Juvenal Anzola impulsa ante las Cámaras Legislativas un proyecto de acuerdo para crear una comisión mixta y permanente destinada a la creación de la Biblioteca de las Cámaras Legislativas, la moción sería aprobada y la comisión quedaría conformada por tres Senadores: el mismo Anzola, José Ignacio Lares y el presidente de la Cámara José Antonio Tagliaferro; y por tres diputados: Godoy, Ochoa y Gabriel Picón Febres. Todos parlamentarios civiles y académicos.
Esta Biblioteca Federal Legislativa sería una institución central destinada a recopilar el pensamiento legislativo y político de la república, el archivero general del Congreso dependía de esta institución. La Biblioteca serviría como espacio para el resguardo de las ideas políticas del parlamento, y como punto de encuentro e investigación de las leyes que le darían forma al país. 
En su fundación la biblioteca estaría ubicada en el ala noroeste del Palacio Federal Legislativo, contando con dos pisos conectados entre sí por una escalera de caracol. El espacio de la Biblioteca Federal Legislativa sería el escenario de distintos eventos como la conmemoración del Bicentenario Natalicio de Francisco de Miranda donde se exhibió la Constitución de 1830 dentro de un arca especial.
Durante la era democrática la Biblioteca Federal Legislativa del Congreso, sería el espacio de investigación de intelectuales como Ramón José Velásquez y José Agustín Catalá, quien en su rol de archivero de la nación la administró hasta mediados de la década de los noventa, creando además una hemeroteca. Durante esta época la Biblioteca Federal Legislativa trasladó sus operaciones a la Antigua Corte Suprema de Justicia, al lado de donde antes se encontraba la Biblioteca Nacional, abriendo sus espacios de debate político a todos los ciudadanos.
Con la salida de Catalá como archivero, muchos de los tomos y la hemeroteca pertenecientes a la Biblioteca Legislativa fueron donados a la Biblioteca Nacional y el resto trasladado al Archivo histórico del Congreso, desapareciendo su colección y su figura como Biblioteca. 
En el año 2006 a raíz del proyecto de restauración integral y conservación del Palacio Federal Legislativo se decide la instalación de una biblioteca parlamentaria ubicada en el segundo piso del cuerpo noreste del Palacio Federal, donde funcionó años atrás la Biblioteca del Congreso, el proyecto estuvo a cargo de la Dirección de Archivos en colaboración con la Biblioteca Nacional de Venezuela y cuyo objetivo fue la creación de una biblioteca especializada para servir a la actividad legislativa y al público en general manteniendo disponible la memoria institucional, así como la investigación en las áreas de derecho, política, e historia de la legislación venezolana y la legislación de otros países, así como la invitación a la lectura y al disfrute de los libros como objetos con valor histórico y artístico. 
Es así como el 26 de junio de 2006, se instala la Biblioteca Luis Beltrán Prieto Figueroa en honor al político y docente, una biblioteca especializada dotada de instalaciones tecnológicas de vanguardia, con un área de consulta y lectura, un área de acceso restringido, recepción y un área de vestíbulo, con una colección de 4500 títulos especializados en las áreas del derecho, historia, política y cultura, además de 1000 publicaciones periódicas, publicaciones oficiales, leyes y cuyas funciones son publicadas en el Reglamento de Archivos y Biblioteca de la Asamblea Nacional publicado el 13 de agosto de 2007 en Gaceta Oficial N.º 38.745.
Actualmente la Biblioteca Legislativa Luis Beltrán Prieto Figueroa prestá sus servicios en el horario comprendido de lunes a viernes de 9:30am a 12:00 m y de 2:00pm a 4:30pm.